# Ideał pierwszy (teoria pierścieni)
Ideał pierwszy – taki ideał właściwy pierścienia przemiennego z jedynką, dla którego z należenia do niego iloczynu dwóch danych elementów pierścienia wynika przynależność do niego choć jednego z czynników, tzn. ideał {\displaystyle I} pierścienia {\displaystyle R} nazywany jest pierwszym, gdy z należenia {\displaystyle ab\in I} wynika, że {\displaystyle a\in I} lub {\displaystyle b\in I\ (a,b\in R).}
Ideały pierwsze to w pewnym sensie te ideały, dla których zachodzi teza lematu Euklidesa o podzielności liczb całkowitych, tzn. odgrywają one rolę liczb pierwszych w teorii pierścieni. Pojęcie ideału pierwszego znajduje zastosowania w geometrii algebraicznej i teorii liczb.
Z danym pierścieniem przemiennym z jedynką można w naturalny sposób stowarzyszyć pewną przestrzeń topologiczną, której punktami są ideały pierwsze, a zbiorami domkniętymi są zbiory wszystkich ideałów pierwszych zawierających ustalony podzbiór pierścienia. Przestrzeń ta nazywana jest spektrum pierwszym pierścienia {\displaystyle R} i oznaczana symbolem Spec {\displaystyle R}.

## Właściwości
- Ideał {\displaystyle I} pierścienia {\displaystyle R} jest pierwszy wtedy i tylko wtedy, gdy pierścień ilorazowy {\displaystyle R/I} nie zawiera dzielników zera, czyli jest dziedziną całkowitości.
- Każdy ideał maksymalny pierścienia przemiennego z jedynką jest jego ideałem pierwszym.
- Każdy niezerowy pierścień przemienny zawiera przynajmniej jeden ideał pierwszy.
- Przeciwobraz ideału pierwszego w homomorfizmie pierścieni jest ideałem pierwszym.
- Pierścień przemienny jest ciałem wtedy i tylko wtedy, gdy ideał zerowy jest jedynym jego ideałem pierwszym (lub równoważnie: gdy ideał zerowy jest maksymalny).
- W (nietrywialnym) pierścieniu przemiennym z jedynką każdy ideał maksymalny jest pierwszy. Jeśli pierścień jest skończony, to pojęcia ideału pierwszego i maksymalnego się pokrywają.
- Każdy ideał pierwszy zawiera pewien minimalny ideał pierwszy. Dowód polega na zastosowaniu lematu Kuratowskiego-Zorna do rodziny wszystkich niezerowych ideałów zawartych w danym ideale pierwszym, uporządkowanej przez relację odwróconej inkluzji.

## Przykłady
- W pierścieniu wielomianów dwu zmiennych o współczynnikach zespolonych {\displaystyle \mathbb {C} [X,Y]} ideał generowany przez wielomian {\displaystyle Y^{2}-X^{3}-X-1} jest pierwszy.
- W pierścieniu {\displaystyle \mathbb {Z} [X]} wielomianów o współczynnikach całkowitych {\displaystyle \langle 2,X\rangle } jest ideałem pierwszym. Składa się on ze wszystkich wielomianów, których wyraz wolny jest parzysty.
- W pierścieniu wielomianów nad ciałem ideałami pierwszymi są ideały główne generowane przez wielomiany nierozkładalne.